# بيت المضيق

تعديل مصدري - تعديل

بيت المضيق هي إحدى قرى عزلة القارة بمديرية رصد التابعة لمحافظة أبين، بلغ تعداد سكانها 35 نسمة حسب تعداد اليمن لعام 2004.